# 尾道市立美木原小学校
尾道市立美木原小学校（おのみちしりつ みきはらしょうがっこう）は、広島県尾道市美ノ郷町本郷にある公立小学校。

## 概要
- 本校は、2017年4月1日に、木頃小学校・原田小学校・木ノ庄西小学校・木ノ庄東小学校の4校が統合し、開校した[1]。
- なお、本校校舎は、木頃小学校の校舎を継続使用する。

## 沿革
- 2017年（平成29年）4月1日 - 木頃・原田・木ノ庄西・木ノ庄東の4校を統合し、開校。

## 通学区域
- 美ノ郷町中野・美ノ郷町本郷（池田山除く）・木ノ庄町市原・木ノ庄町木梨・木ノ庄町木門田・木ノ庄町畑・原田町[2]

## 進学先中学校
- 尾道市立美木中学校

## アクセス
- おのみちバス尾道如水館線「美木原小学校」バス停下車。
- JR山陽本線尾道駅・JR山陽新幹線新尾道駅から、上述のおのみちバス尾道如水館線で、「美木原小学校」バス停下車。

## 周辺
- 美木原放課後児童クラブ - 同一敷地内
- 広島県道55号尾道三原線
- 観音堂